# Hineno Takayoshi
Hineno Takayoshi (日根野 弘就, , 1539 - 5 de agosto de 1600), foi um samurai que viveu no Período Azuchi-Momoyama da História do Japão, e era vassalo do Clã Toyotomi participou da campanha contra o Clã Go-Hōjō (Cerco de Odawara, 1590) e foi recompensado com o Domínio de Suwa (tozama, 28.000 koku) na Província de Shinano (atual Nagano).

| Precedido por Hineno Hironari | Líder do Clã Hineno 1567-1600     | Sucedido por Hineno Yoshiaki |
| Precedido por ninguém         | Primeiro Daimyō de Suwa 1590-1600 | Sucedido por Hineno Yoshiaki |